# Verbrechen verführt
Verbrechen verführt ist eine Kriminalkomödie vom Regisseur Mel Smith, die 2001 gedreht wurde.

## Handlung
Ray lebt in London und hört fremde Telefongespräche ab. Seine Freundin Shannon, eine Krankenschwester, und die mit ihr befreundete Synchronsprecherin Frances erfahren dadurch von einem gerade stattfindenden Banküberfall, bei dem 10 Millionen Pfund erbeutet werden, und die Telefonnummer des abgehörten Räubers Danny.
Die Polizei glaubt der Anzeige von Shannon und Frances nicht. Die Frauen rufen Danny an und fordern eine Million Pfund Sterling als Schweigegeld. Der Mafiaboss Kerrigan macht Druck auf Danny, die Erpresser zu beseitigen. Daraufhin werden sie von den Verbrechern gejagt. Ein von Mason an telefonisch verabredeter Stelle aus einem Zug geworfener Koffer mit Geld erweist sich als eine Bombe.
Die Frauen wehren sich und brechen in das Haus von Mason ein. Er wird überwältigt und gefesselt. Shannon droht, ihm eine tödliche Dosis Insulin zu spritzen, wenn er das Versteck des Geldes in seinem Haus nicht verrät. Erst als Shannon und Frances einen Streit und die Tötung von Frances vortäuschen, glaubt Mason, dass Shannon ihn töten würde. Er verrät den Ort und die Kombination des Panzerschranks.
Ein Helfer von Mason kommt in das Haus, aber die tot geglaubte Frances verteidigt ihre Freundin. Sie nutzt die Waffen aus Masons umfangreicher Sammlung. Die Frauen nehmen das Geld und fliehen. Kurz daraufhin kommt die Polizei an.
Shannon spendet eine Million Pfund Sterling ihrem Krankenhaus in der Form von medizinischen Geräten. Ihr und Frances bleibt jedoch ein Teil des Geldes übrig; Shannon kauft für dieses Geld ein Sportauto.

## Kritiken
„Kurzweilig inszenierte Actionkomödie, die sich an amerikanischen Vorbildern orientiert, diese aber mit trockenem britischem Humor bereichert. Bis in die Nebenrollen hervorragend geschrieben und gespielt.“

- Cineclub lobte den Charme der Hauptdarstellerinnen aber kritisierte, dass der Film keine typische englische Komödie sei.
- Mark Adams schrieb in der Zeitschrift The Hollywood Reporter, dass die Komödie Spaß biete und erfrischend sei. Minnie Driver und Mary McCormack würden große Rollen spielen. Kritik in The Hollywood Reporter (Memento vom 11. März 2007 im Internet Archive)

## Auszeichnungen
- Nominierung für den British Independent Film Award für die Kostüme 2001
- Die Deutsche Film- und Medienbewertung FBW in Wiesbaden verlieh dem Film das Prädikat wertvoll.